# چرکووو (بلغارستان)
چرکووو (به بلغاری: Cherkovo) یک منطقهٔ مسکونی در بلغارستان است که در استان بورگاس واقع شده‌است.